# Leopoldo Pardini
Leopoldo Pardini (Montignoso, 10 gennaio 1951) è un ex calciatore italiano, di ruolo centrocampista.
Dal 1974 al 1980 è stato consigliere dell'AIC.

## Carriera
Dopo aver giocato nelle giovanili del Livorno, inizia la carriera nella Pistoiese, con cui nella stagione 1969-1970 esordisce all'età di diciotto anni in Serie C, campionato in cui segna una rete in 10 presenze ed al termine del quale la sua squadra retrocede in Serie D, categoria in cui Pardini gioca da titolare (sempre a Pistoia) nella stagione 1970-1971, terminata con 2 reti in 30 presenze e con la squadra che si piazza al secondo posto in classifica dietro alla Sangiovannese. Nell'estate del 1971 si trasferisce al Livorno, società militante nel campionato di Serie B. Con i labronici nella stagione 1971-1972 gioca 16 incontri di campionato nella serie cadetta, per poi essere ceduto a fine stagione alla Massese.
Con i bianconeri gioca in totale due stagioni, la 1972-1973 e la 1973-1974; in ciascuna di queste due annate gioca 34 partite e segna 2 gol. Nel 1974 passa quindi al Mantova, sempre in terza serie; con i virgiliani nella stagione 1974-1975 segna 2 reti in 33 partite di campionato, mentre nella stagione 1975-1976 scende in campo 29 volte segnando ulteriori 3 reti. Nella stagione 1976-1977 gioca il suo quinto campionato consecutivo di Serie C, questa volta con la Cremonese: con i grigiorossi Pardini realizza un gol in 35 presenze e vince il campionato, conquistando così la promozione in Serie B, categoria nella quale milita nel corso della stagione 1977-1978, sempre con la maglia della Cremonese. Nel corso di questa stagione in serie cadetta disputa 32 partite e segna 2 reti, le sue uniche due in carriera in seconda serie.
Nel 1978 dopo due anni lascia la Cremonese (retrocessa in Serie C1 al termine della stagione 1977-1978) e va a giocare nella Juniorcasale, formazione militante in Serie C1, con cui nella stagione 1978-1979 segna 3 reti in 25 partite in terza serie. A fine anno viene ceduto alla Lucchese, squadra di Serie C2, con cui rimane per due stagioni consecutive; in particolare, nella stagione 1979-1980 gioca 26 partite, mentre nella stagione 1980-1981 realizza una rete in 19 presenze. Chiude infine la carriera nel Carbonia, club con cui nella stagione 1981-1982 vince il Campionato Interregionale segnando 2 gol in 18 presenze e con cui gioca ulteriori 10 partite nella stagione 1982-1983, disputata in Serie C2 in seguito alla promozione ottenuta l'anno prima.
In carriera ha giocato 48 partite in Serie B (con 2 reti segnate), 200 fra Serie C e C1 (con 14 reti), 55 in C2 (con una rete) e 48 fra Serie D ed Interregionale (con 4 reti).

## Palmarès

### Club

#### Competizioni nazionali
- Serie C: 1

Cremonese: 1976-1977
- Campionato Interregionale: 1

Carbonia: 1981-1982